# لسان الحمل السهمي
لسان الحمل،أذن الأرنب أو لِسَان الحَمَل السِّهميّ  أو لِسَان الفَرْد أو آذان الكبش أو نوارة العقرب (باللاتينية: Plantago lanceolata) L نوع نباتي من جنس لِسَان الحَمَل من الفصيلة الحملية.
ينصح بعصيرها لتخفيف قوة نوبات الملاريا.
هذه عشبة عادية تدوم أكثر من سنتين قريبة من (Plantago major) ولكن لها أوراق خضراء داكنة رشيقة، وأزهار بنية على سوق قصيرة.

## مكان وجوده
على حواف الطرقات، وفي المراعي، والسياج، وعلى التربة الجافة.

## وقت التزهير
من آخر الربيع إلى بداية الصيف.

## الفوائد الطبية
الاوراق قابضة ولائمة للجراح، وتستعمل بنفس طريقة استعمال عشبة لسان الحمل ذات الأوراق العريضة.

## الاستعمال الحديث
تستعمل أيضا بديلا عن (Plantago major). وتستعمل الأوراق الطازجة في معاجين للجروح، والقروح، والحروق، ولوقف النزيف الدموي. ويمكن استعمال النقوع من الأوراق حقنة شرجية للبواسير. ويشرب أيضا محلى بالعسل، للربو، والتهاب الشعبتين بجرعات من 56ملل.

## الموئل والانتشار
موطن هذا النوع في بلاد الشام ومصر والمغرب العربي ومعظم مناطق أوروبا.

## مرادفات للاسم العلمي
- (باللاتينية: Plantago azorica)
- (باللاتينية: Plantago capitata)
- (باللاتينية:  Plantago decumbens)
- (باللاتينية: Plantago dubia)
- (باللاتينية: Plantago eriophora)
- (باللاتينية: 	Plantago glabriflora)
- (باللاتينية: Plantago glareosa)
- (باللاتينية: Plantago hungarica)
- (باللاتينية: Plantago lanuginosa)
- (باللاتينية: Plantago mediterranea)
- (باللاتينية: Plantago sphaerostachya)
- (باللاتينية: Plantago lanceolata subsp. communis)
- (باللاتينية: Plantago lanceolata subsp. dubia)
- (باللاتينية: Plantago lanceolata subsp. lanuginosa)
- (باللاتينية: Plantago lanceolata subsp. sphaerostachya)

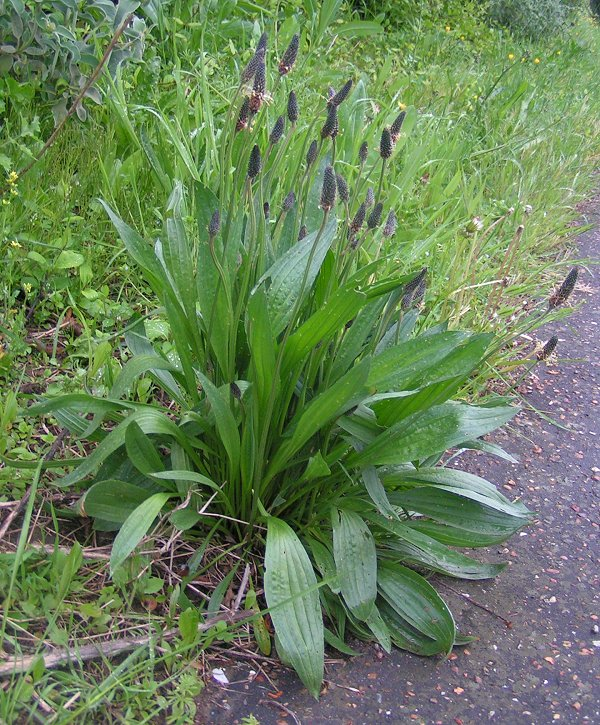
لسان الحمل السناني
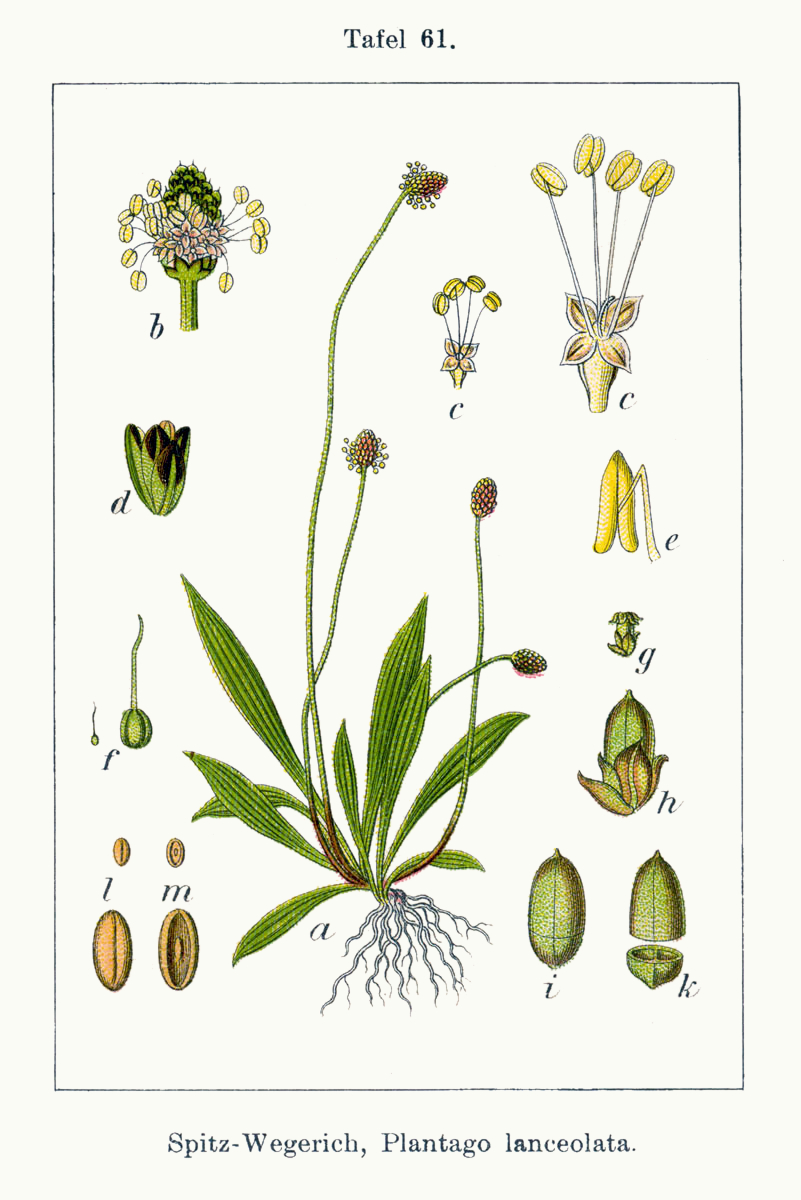
لسان الحمل السناني
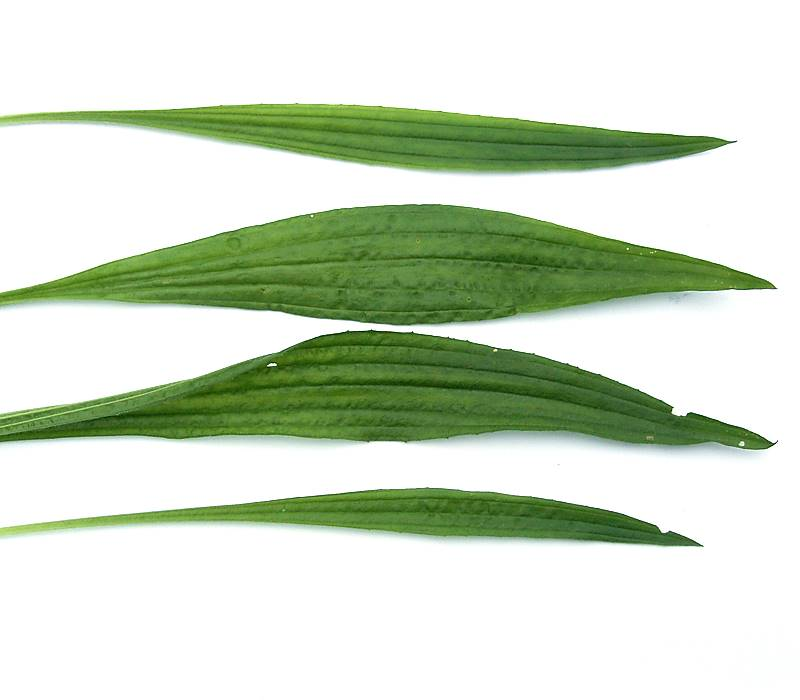
ورقة لسان الحمل السناني
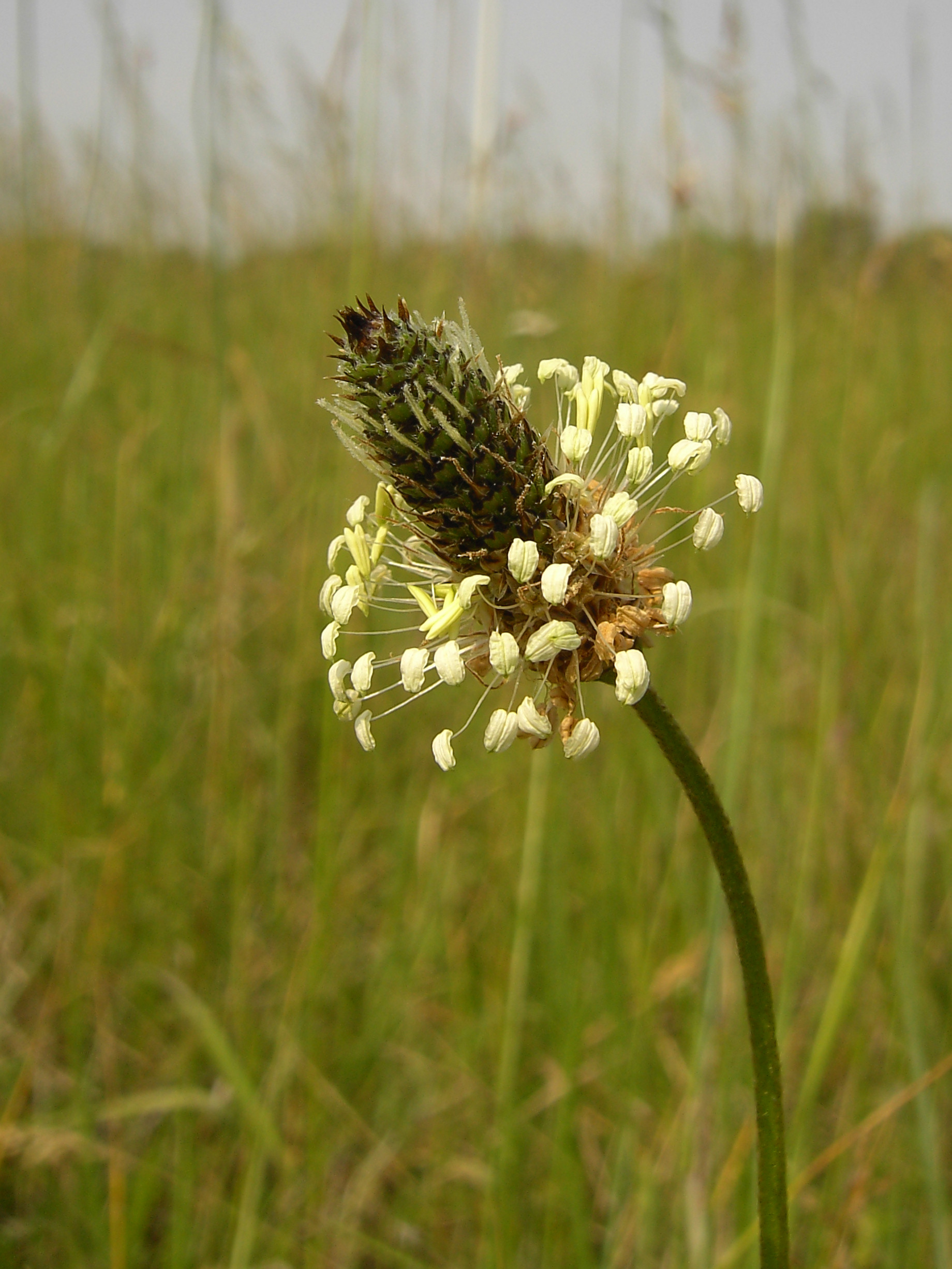
زهرة لسان الحمل السناني